# Daużanicy
Daużanicy (biał. Даўжаніцы; ros. Долженицы, Dołżenicy; pol. hist. Dołżenice) – wieś na Białorusi, w obwodzie witebskim, w rejonie orszańskim, w sielsowiecie Zabałaccie.

## Historia
W XIX i w początkach XX w. majątek ziemski, od 1871 należący do Burskich. Dołżenice położone były wówczas w Rosji, w guberni mohylewskiej, w powiecie orszańskim. Następnie w granicach Związku Sowieckiego. Od 1991 w niepodległej Białorusi.